# Лауреньо
Лауреньо (італ. Lauregno) — муніципалітет в Італії, у регіоні Трентіно-Альто-Адідже,  провінція Больцано.
Лауреньо розташоване на відстані близько 520 км на північ від Рима, 45 км на північ від Тренто, 23 км на захід від Больцано.
Населення — 337 осіб (2014).

## Демографія
Населення за роками:

Станом на 1 січня 2023 року в муніципалітеті офіційно проживав 1 іноземець (громадянин Румунії).

## Сусідні муніципалітети
- Брец
- Каньо
- Кастельфондо
- Клоц
- Провес
- Рево
- Сан-Панкраціо
- Ультімо